# كلينت هيل
كلينت هيل (بالإنجليزية: Clint Hill)‏ (4 يناير 1932)، عميل الخدمات السرية لدي الولايات المتحدة، خدم أثناء حكم خمسة من الرؤساء هم: دوايت أيزنهاور وجون كينيدي وليندون جونسون وريتشارد نيكسون وجيرالد فورد. وكان الحارس الشخصي لجاكلين كينيدي، واشتهر بتدخله الشجاع عند اغتيال الرئيس جون كينيدي، حيث حمى زوجة الرئيس جاكلين كينيدي بجسده.